# ورتز
ورتز (به فرانسوی: Varetz) یک کمون در فرانسه است که در Canton of Malemort-sur-Corrèze واقع شده‌است.

## خصوصیات
ورتز ۲۰٫۳۸ کیلومترمربع مساحت و ۲٬۱۲۹ نفر جمعیت دارد و ۱۰۹ متر بالاتر از سطح دریا واقع شده‌است.